# 10579 Diluca
10579 Diluca (1995 OE) là một tiểu hành tinh vành đai chính.